# Fairbourne

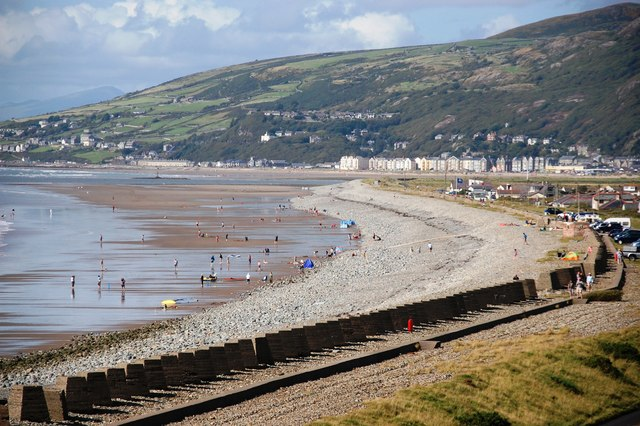
La spiaggia di Fairbourne

Fairbourne è una località balneare del Galles nord-occidentale, facente parte della contea di Gwynedd ed affacciata sulla baia di Barmouth (tratto della baia di Cardigan, oceano Atlantico). Conta una popolazione di circa 700 abitanti.

## Geografia fisica

### Collocazione
Fairbourne si trova poco a sud dell'estuario sulla baia di Barmouth del fiume Mawddach e ai margini del parco nazionale di Snowdonia , a pochi chilometri in linea d'aria a sud di Barmouth (situata nella sponda opposta) e a circa 20 km a nord di Tywyn.

## Società

### Evoluzione demografica
Al censimento del 2001, Fairbourne contava una popolazione pari a 720 abitanti.

## Storia
La stazione balneare di Fairbourne fu creata da Arthur McDougall.
Nel 1895 fu realizzata la ferrovia di Fairbourne per permettere il trasporto dei materiali necessari per la costruzione del villaggio.
In seguito, la ferrovia, dismessa nel 1940, fu ripristinata a scopi turistici nel 1947, divenendo l'unica ferrovia a scartamento ridotto del Galles che scorre lungo la costa.

## Luoghi d'interesse
- Golwen Slate Quarry e Blue Lake[7]

|  |